# Dirk van der Burg
Dirk van der Burg (Utrecht 10 augustus 1721 - aldaar, 2 juli 1773) was schilder, aquarellist, tekenaar en miniatuurschilder. Na zijn overlijden werd hij begraven in het familiegraf in de Buurkerk in Utrecht.
Van der Burg tekende landschappen en portretten. Enkele van zijn werken zijn opgenomen in de collectie van het Centraal Museum te Utrecht. Hij maakte vooral voorstellingen van stadjes, dorpen, gehuchten en kastelen, maar ook portretten. Hij trok door de regio Utrecht en maakte verschillende tekeningen in: Leerdam (1743) en in 1749: Hagestein, Vianen, Tiel, Rijswijk en de Lek. In 1762 bezocht hij Kennemerland en Noord-Brabant.
Johannes van Hiltrop en ook Noach van der Meer hebben enkele van zijn tekeningen gebruikt als voorbeeld voor hun etsen.
Schilder Dirk van der Burg of Dirk van den Burg?

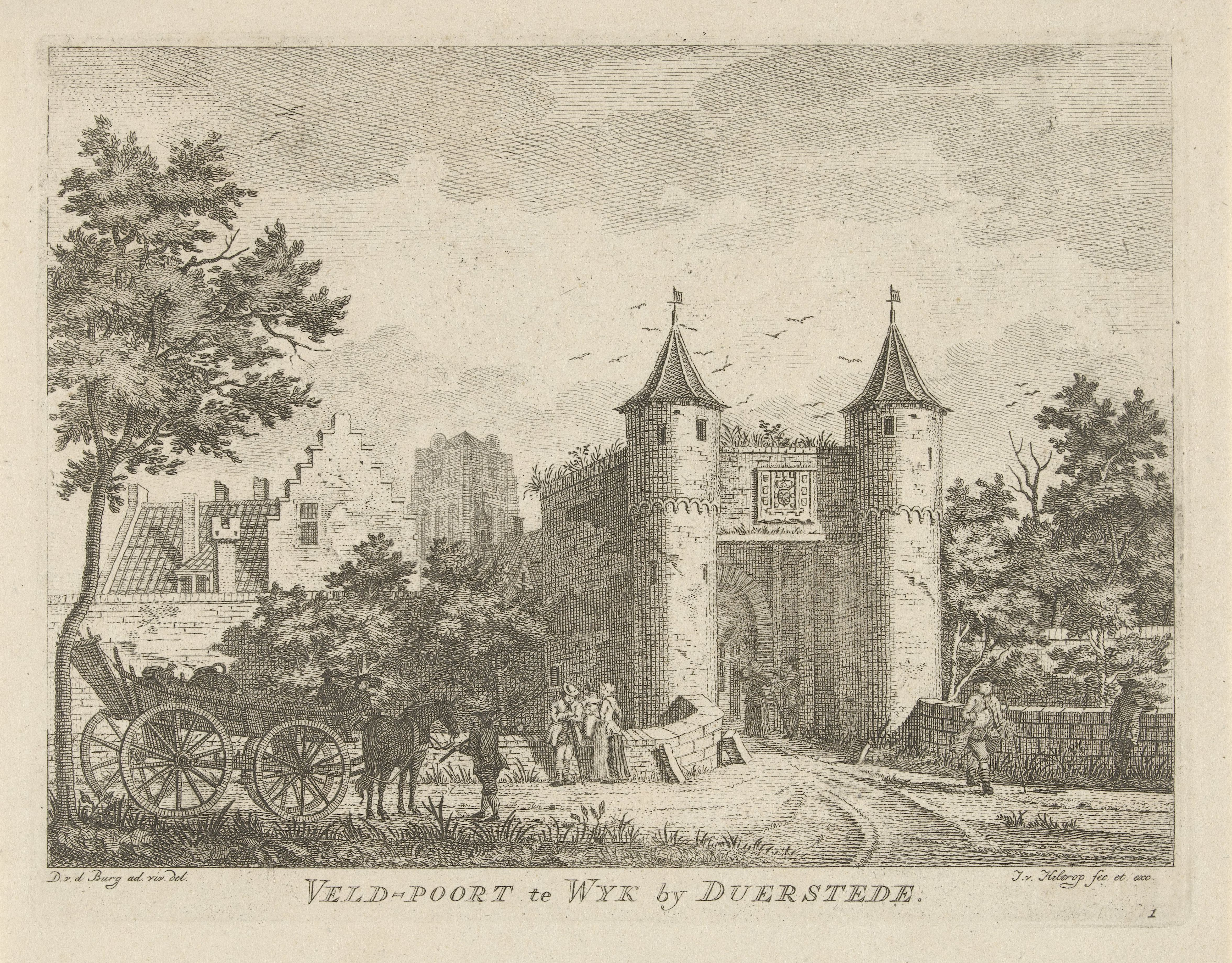
De Veldpoort in Wijk bij Duurstede, ets naar een tekening van Dirk van der Burg uit ca. 1750

In de literatuur wordt het werk van Dirk v.d. Burg soms onder de naam "van den Burg" vernoemd en bij kunsthandels ook onder deze foutieve naam aangeboden. De naam "van den Burg" is niet voorgekomen in de stamboom van Dirk van der Burg.  Dirk tekende zelf ook met van der Burg. De prent "Gezicht op het huis Voorstonden of Appeltern" uit 1763 heeft is met "Dirk van der Burg" ondertekend. Dirk signeerde meestal "D.v.d.Burg". Het foutieve 'van den Burg' komt vermoedelijk voort uit "Lexicon Nederlandse beeldende kunstenaars, 1750-1880 [Scheen, 1981]. Auteur Pieter A. Scheen, P. Scheen".